# Castlevania II: Belmont's Revenge
Castlevania II: Belmont's Revenge é um jogo de plataforma desenvolvido pela Konami e lançado no Japão e EUA em 12 de agosto de 1991. É a sequência de Castlevania: The Adventure e o segundo jogo da série Castlevania a ser lançado para o sistema Game Boy.
Uma versão a cores do jogo fez parte da Konami GB Collection Volume 4, lançada exclusivamente na Europa para Game Boy Color. O remake traz algumas novidades, como um suave aumento na velocidade do personagem e melhoras no som e cores, mas em grande parte é uma cópia do jogo original.

## Jogabilidade
Ao contrário de seu antecessor, armas secundárias (como água benta e machados) estão disponíveis durante o jogo e, como na maioria dos outros títulos de Castlevania, os Corações são usados para usar e adquirir armas e itens. O jogo inclui quatro níveis, cada um acontecendo em áreas distintas e separadas do castelo com um tema único, como ar, planta, terra e cristal, e podem ser concluídos em qualquer ordem. Existem também grandes salas armadilha nos níveis. O jogo utiliza um sistema de senhas.

## História
Após o Dracula ter sido derrotado por Christopher Belmont em 1576 no jogo Castlevania: The Adventure, Dracula joga uma maldição na família Belmont e 15 anos mais tarde ele sai de seu esconderijo, sequestra o filho do Belmont, Soleiyu, e o transforma num demônio. Com os poderes místicos do garoto, Dracula consegue restaurar sua forma humana e reconstrói o castelo, forçando a Christopher a enfrentá-lo novamente para salvar seu filho e Transilvânia. Após ser forçado a enfrentar e derrotar seu próprio filho, Christopher segue em fúria rumo ao Conde e o derrota.

## Desenvolvimento
A versão americana do jogo modifica uma das armas secundárias, que troca o crucifixo da versão japonesa por um crucifixo.

## Recepção
A IGN disse que o jogo utilizou o hardware do Game Boy melhor do que Castlevania: The Adventure, elogiou a inclusão de itens e armas tradicionais da série, assim como a estética mais visualmente limpa. Contudo, afirmou que também teve seus pontos negativos, sendo a falta de velocidade do personagem e curto tempo de jogo alguns destes pontos principais. A GameSpy o considerou um dos melhores jogos de ação do Game Boy. Tim Turi, da Game Informer, também o considerou o melhor Castlevania do Game Boy, citando os gráficos melhorados e o uso de sub-armas.